# Associação Mauriciana de Voleibol
A Associação Mauriciana de Voleibol  (em inglêsːMauritius Volleyball Association, MVA) é  uma organização fundada em 1959 que governa a pratica de voleibol em Maurícia, sendo membro da Federação Internacional de Voleibol e da Confederação Africana de Voleibol, a entidade é responsável por  organizar  os campeonatos nacionais de  voleibol masculino e feminino no país.